# Мелинь
Мелинь (вьет. Mê Linh) — уезд Вьетнама (huyện), один из семнадцати сельских уездов, входящих в состав Ханоя (с 2008 года, до этого являлся частью провинции Виньфук). Площадь — 141 км², население — 180,6 тыс. человек, административный центр — город Мелинь (вьет. Mê Linh).
Уезд является родиной национальных героинь Вьетнама — сестёр Чынг (они родились в семье местного префекта). В уезде Мелинь расположено одно из крупнейших ханойских кладбищ Тханьтыок (вьет. Thanh Tước).

## География
Уезд Мелинь расположен на северо-запад от центра Ханоя (один из четырёх сельских уездов левобережного Большого Ханоя). На западе и севере он граничит с провинцией Виньфук, на северо-востоке — с уездом Шокшон, на юго-востоке — с уездом Донгань, на юге — с уездом Данфыонг (граница проходит по реке Хонгха).

## Административное деление
В настоящее время в состав уезда Мелинь входят два города (thị trấn) — Тидонг (вьет. Chi Đông) и Куангминь (вьет. Quang Minh), а также 16 сельских общин —
Тюфан (вьет. Chu Phan), Дайтхинь (вьет. Đại Thịnh), Хоангким (вьет. Hoàng Kim), Кимхоа (вьет. Kim Hoa), Льенмак (вьет. Liên Mạc), Мелинь (вьет. Mê Linh), Тамдонг (вьет. Tam Đồng), Тхатьда (вьет. Thạch Đà), Тханьлам (вьет. Thanh Lâm), Тьенфонг (вьет. Tiền Phong), Тьентханг (вьет. Tiến Thắng), Тьентхинь (вьет. Tiến Thịnh), Чангвьет (вьет. Tráng Việt), Тылап (вьет. Tự Lập), Ванкхе (вьет. Văn Khê), Ванйен (вьет. Vạn Yên).

## Транспорт
По территории уезда Мелинь проходят национальное шоссе № 23, связывающее центр Ханоя с провинцией Виньфук, и скоростная автомагистраль, связывающая центр Ханоя с международным аэропортом Нойбай. Также через уезд пролегает железная дорога, связывающая Донгань с Виньфук. В пределах Мелиня на судоходной реке Хонгха имеется несколько пристаней, однако нет ни одного моста, переправка на другой берег осуществляется с помощью лодок и небольших паромов.

## Экономика
В северо-восточной части уезда Мелинь, возле международного аэропорта Нойбай, расположена одна из крупнейших ханойских промышленных зон Куангминь (Quang Minh Industrial Zone). Здесь базируются предприятия, офисы, сервисные центры компаний Aerospace Engineering Services, LeGroup Manufacturing & Trading, Lilama Corporation, PHT Steel, Khoá Huy Hoàng, Vinh Tuong, VNSteel, Dinh Le Steel, Eresson, Me Linh Steel, HTMP Mechanical Co, MK Smart, ThyssenKrupp Materials Vietnam, Marubeni Heavi Equipment, Terumo Vietnam, Nippon Paint, Nidec Sankyo, Katolec Vietnam, Kondo Tekko, Inkel Vietnam, Marumitsu Vietnam, Nitori Vietnam, INOAC Vietnam, Yamagata Vietnam, Tatico Vietnam, логистические центры компаний Kintetsu Logistics Vietnam и Japan Logistic Systems (Logitem Vietnam).
К промышленной зоне примыкает торговый центр Me Linh Plaza. Недалеко от северной границы уезда, в провинции Виньфук, расположены автомобильные заводы компаний Toyota и Honda, на которых занята часть жителей Мелиня.
Власти Ханоя планируют превратить Мелинь в «зелёный» город-спутник с органичным сочетанием жилой застройки, парковых зон, экологически чистых промышленных предприятий и сельскохозяйственных наделов (уезд специализируется на выращивании цветов, овощей, фруктов и риса).

## Культура
В общине Тьентханг проходит праздник деревни Батьчы (вьет. Bạch Trữ) «Кебать» (вьет. Kẻ Bạch), посвящённый лесной принцессе Мау Тхыонг Нган и полководцу сестёр Чынг Конг Шону (вьет. Cống Sơn); он сопровождается процессией паланкинов, церемонией жертвоприношения и соревнованиями по приготовлению баньзяй. В деревне Халой общины Мелинь проводится храмовый праздник, посвящённый сёстрам Чынг и сопровождаемый процессией паланкинов и угощением пирогами.